# Carrom
El carrom (pronunciat /kàrrom/) és un joc de taula que segueix unes normes similars a les del billar americà, però en escala petita: és a dir, cada jugador ha d'intentar introduir les seves peces als forats del tauler abans no ho faci el contrincant. En aquest cas les peces són discos en comptes de boles, i la funció del tac la realitza un disc més gran que és impulsat amb els dits.

## Elements materials del joc
Els principals elements necessaris per a jugar són: un tauler posat sobre alguna mena de suport, 19 peons (9 peces negres, 9 blanques i 1 vermella) i un percutor (i.e. un disc més gran i de més massa que les peces). Addicionalment, el més comú és utilitzar una pols específica per fer que les peces rellisquin millor sobre el tauler.

### El tauler
El joc es juga sobre un tauler llis i quadrat de contraxapat, de 8 mm o més de gruix i uns 74 cm de costat a la part interior. A cada cantonada, el tauler té un forat rodó d'uns 4.5 cm de diàmetre, i al voltant de la zona de contraxapat hi ha un marc de fusta prou sòlida i resistent com per permetre rebotar a peons i percutor. Els forats tenen adherida per sota una xarxa a mode de butxaca, que s'ocupa de recollir els peons quan són encistellats dins els forats.
Sobre el tauler hi ha marcat un cercle central de la mida d'un peó, i un cercle exterior prou gran per envoltar tots els peons en la seva disposició inicial. El cercle exterior acostuma a estar decorat. A cadascun dels quatre costats hi ha dibuixades dues línies de base: una a uns 10 cm del marc i l'altra a uns 3 cm de la primera, i ambdues de 47 cm de llargada. A cada costat, al final de les línies, hi ha dibuixat un cercle de la mida d'un peó (un cercle de base), que és tangent a les dues. Finalment, marcant cada bisectriu dels angles del quadrat hi ha una fletxa que apunta cap al forat de la seva cantonada i, opcionalment, una fletxa doble corba decorativa al punt on comença la fletxa de la bisectriu.
El tauler reposa plana sobre alguna mena de suport estable, a uns 65 cm del terra.

### Els peons i la reina
Cada jugador té 9 peons del seu color (el jugador inicial tindrà els blancs i el segon jugador els negres), i hi ha també un peó especial (vermell) que és pertany als dos jugadors d'una manera semblant a com ho fa la bola negra del billar. El peó vermell s'anomena la reina. Tant els peons com la reina són discos de fusta d'uns 3 cm de diàmetre i entre uns 0.80 cm de gruix.

### El percutor
Per tal d'empènyer els peons cap als forats s'utilitza un percutor, que és un disc d'uns 4 cm de diàmetre i uns 15 g de pes de qualsevol material excepte ivori i metall. El percutor sovint presenta algun dibuix decoratiu a la part superior, i als campionats oficials cada jugador juga amb el seu propi percutor particular (ja que hi estarà acostumat de quan practica a casa).

### La pols de carrom
Per tal que els peons i el percutor llisquin bé per la superfície del tauler, sovint es fa servir una pols anomenada pols de carrom (feta habitualment d'àcid bòric o, en menor mesura, fècula). La pols s'escampa per la superfície abans de començar les partides.

## Lleis del carrom
La normativa oficial del carrom que s'utilitza a les competicions internacionals és l'adoptada per la Federació Internacional de Carrom el 1993, en la seva tercera edició (de 2004).

### Posició inicial

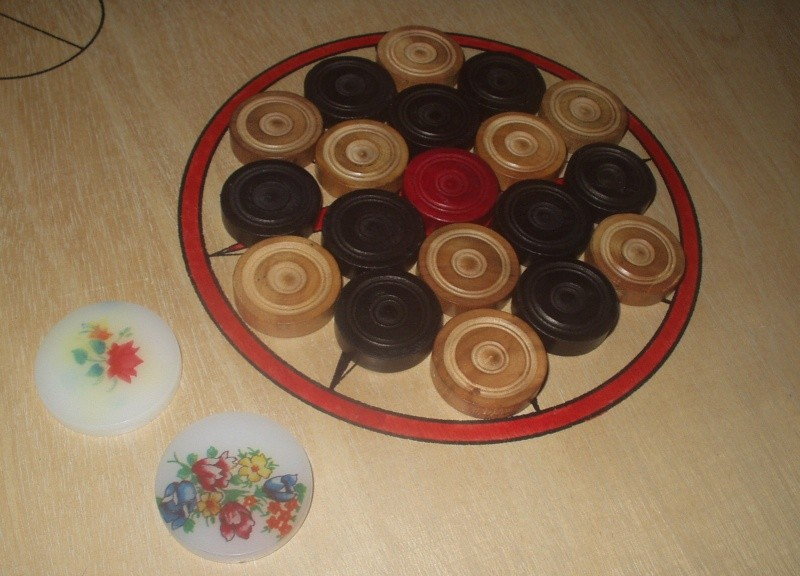
Configuració inicial dels peons.

A l'inici de la partida es posen tots els peons al voltant de la reina dins el cercle exterior, en una posició molt específica: primer la reina sobre el cercle central, després peons alternats al seu voltant, i finalment, rodejant la disposició anterior, peons alternats de manera que els blancs quedin a les puntes de l'hexàgon i els negres a les arestes. El bloc de peces no ha d'estar orientat en cap angle concret, però habitualment el jugador inicial l'orientarà d'una manera que li permeti encistellar un peó blanc ja amb la primera tirada (és a dir: amb una de les línies de dues peces blanques apuntant en direcció a un dels forats).

### Jugadors
En partides individuals els jugadors seuran un davant l'altre i tindran torns alternats. En partides de dobles les parelles seuran una davant l'altra, i el torn anirà passant sempre al següent jugador cap a la dreta.

### Partides
Les partides se subdivideixen en "taulers". Un tauler és tot el que passa des que es fa el trencament (vegeu més avall) fins que un jugador encistella legalment la seva última fitxa. En cada tauler jugat durant la partida, el jugador que hagi guanyat aquell tauler aconseguirà certa quantitat de punts (parcialment vinculada a la quantitat de fitxes que li hagin quedat per encistellar a l'altre jugador). Aquests punts del tauler s'acumularan al total de punts de la partida, i es començarà un tauler nou invertint els colors. S'anirà fent així fins que un dels dos jugadors arribi a 25 punts.
La manera exacta de puntuar està detallada més avall, un cop vistes bé les normes.

### Llançaments
Per fer cada llançament:
1. Es col·loca el percutor de tal manera que toqui les dues línies de base del costat on seu el jugador. Si el percutor toca el cercle de base, llavors l'ha de tapar completament (sense arribar a tocar la fletxa). Si el percutor no tapa completament el cercle llavors no pot ni tocar-lo.
2. Es prepara la mà de manera que cap part del cos (excepte la mà que farà el llançament) travessi les línies imaginàries marcades per les fletxes de les bisectrius. La mà inactiva no pot tocar el tauler.
3. S'estén un dels dits (habitualment l'índex, el cor o el polze, en funció del tipus de llançament) de manera que aquest empenyi el percutor en la direcció desitjada. No està permès acompanyar el moviment amb el braç o la mà, però sí que es poden fer servir altres dits com a recolzament per al dit que realitzarà l'empenta (p. ex. creant resistència per tal que el dit bo pugui fer més força).
4. S'aparta del tauler la mà per tal que els peons i el percutor puguin seguir el seu curs i aturar-se de manera natural.

#### Tècniques de llançament habituals
Depenent de si volem que el percutor vagi endavant o enrere respecte a les línies de base llançarem d'una manera o d'una altra. A més, algunes maneres de llançar ens permetran transmetre més força al percutor o fer tirades més precises que les que faríem amb la posició natural.
- Posició natural: S'emplaça el percutor amb l'ajuda del polze i el dit cor, i es fa el llançament amb l'índex (aixecant primer el dit cor per apartar-lo de la trajectòria, si s'escau). Alternativament, s'emplaça el percutor amb el polze i l'anul·lar i es fa el llançament amb el dit cor.

Llançament en tisores

- Llançament en tisoresPosició tancada: (en anglès: Locking Grip) S'emplaça el percutor amb l'ajuda del polze i el dit cor. L'anul·lar o el dit petit (o en ocasions els dos alhora, si l'anatomia de la mà ho permet) es posen rere el percutor, al costat del polze. Això crea una obertura estreta entre el polze i el dit escollit, rere la qual es posarà l'índex. El llançament es farà aprofitant la resistència proveïda pels dos dits. La resistència ens permetrà aplicar més força que en la posició natural, i el caire tancat i bloquejat de la posició farà que el procés d'apuntar sigui més fiable.[4]
- Llançament de polze: Quan el peó que volem encistellar es troba per sota de les línies de base, la nostra posició de llançament habitual no ens servirà. La manera habitual de resoldre això és llançar amb el polze: es col·loca la mà al costat del percutor, i fent resistència amb el dit cor, es deixa anar el polze per tal que colpegi el percutor. Alternativament es pot fer servir l'índex en lloc del dit cor per a posar resistència.
- Llançament en tisores: Quan volem donar molta força al percutor (o també com a alternativa per no haver de fer llançaments de polze amb la mà no dominant), una tècnica molt habitual és llançar en tisores. Per fer-ho posem la mà amb el palmell mirant cap a nosaltres, amb l'anul·lar i el dit petit plans sobre la taula, el polze recolzat, i el dit cor sota l'índex (el percutor queda entre l'anul·lar i l'índex). Llavors fent resistència amb l'índex, deixem anar l'anular de manera que colpegi el percutor. Si es fa bé, el percutor surt amb un angle prou elevat com per no topar-se amb el dit anul·lar. Aquesta mena de llançament és molt popular entre els jugadors de la India a l'hora de realitzar el trencament a l'inici de la partida.[5]

### Trencament
La partida començarà amb el jugador inicial (peces blanques) intentant "trencar" la configuració inicial amb un cop fort: té tres intents per tocar alguna de les peces de l'hexàgon. Si no ho aconsegueix, passarà el torn al segon jugador, que també tindrà tres intents (les peces es queden allà on s'havien deixat durant la configuració inicial, però, i els colors de cada jugador segueixen sent els mateixos que s'havien estipulat al principi).
Aquest procés es repetirà fins que algun jugador toqui algun peó. Un cop això hagi passat, es prosseguirà amb els torns normals de la partida.

### Torns

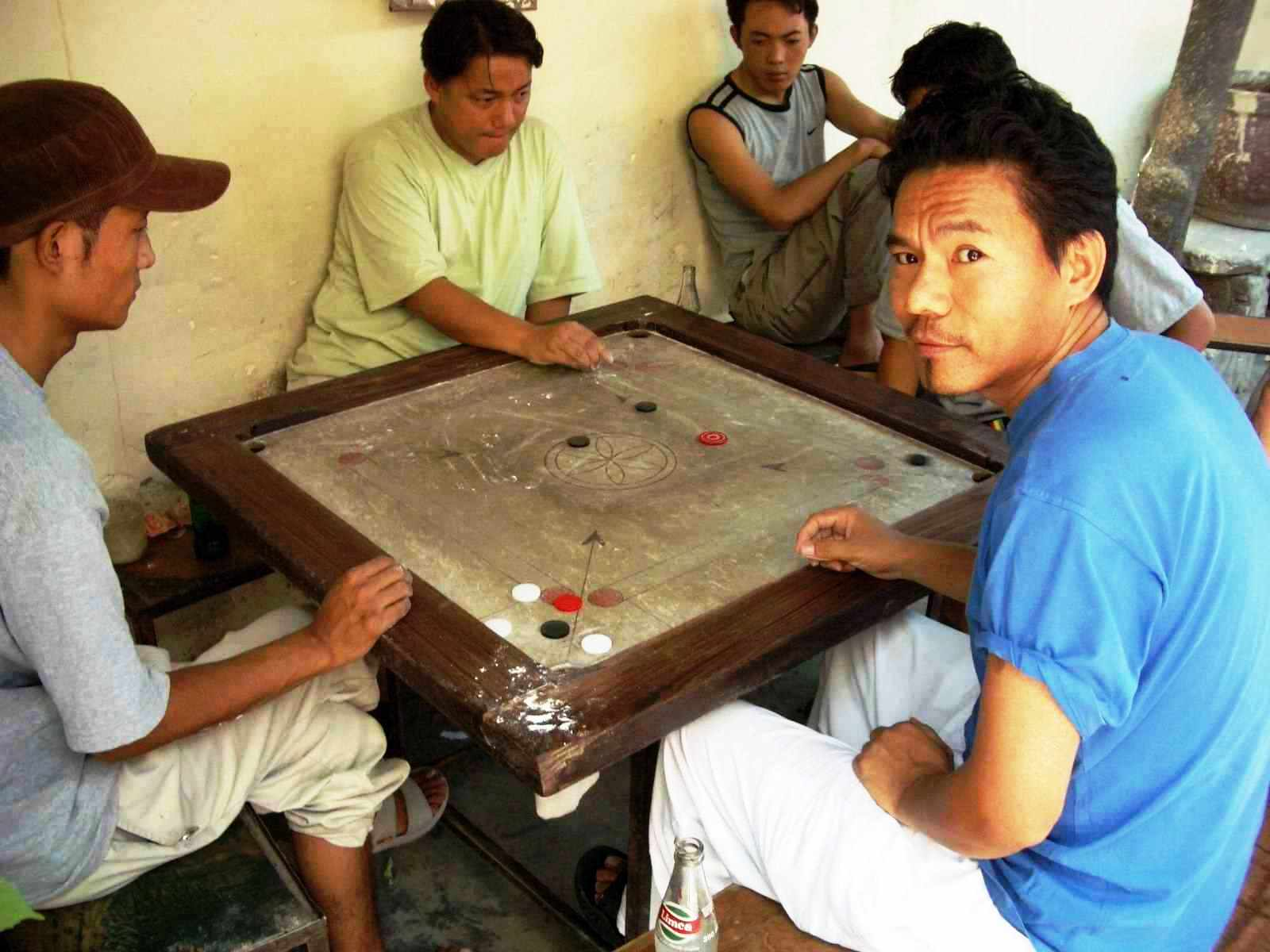
Partida de dobles (el noi de blau fa parella amb el de groc, i juguen contra els altres dos)

Durant el desenvolupament normal de la partida (i.e. un cop el trencament ha estat realitzat i fins que algú guanyi el tauler) el seu torn, el jugador podrà anar fent llançaments consecutius sempre i quan entri algun peó del seu color en algun dels forats amb cadascun dels llançaments que faci. Si en un llançament no encistella res (o si encistella una peça del jugador contrari) el torn passa al jugador següent.

### La reina
La reina (el peó vermell) és una peça neutra que pot ser encistellada per qualsevol jugador, però ha de ser encistellada quan ja s'ha encistellat alguna peça del seu color en algun moment de la partida, i abans no s'encistelli l'última.

#### Cobrir la reina
A més, la reina s'ha de cobrir: si un jugador encistella la reina, immediatament després (amb el següent llançament just després d'entrar la reina) ha d'encistellar una de les seves pròpies peces, per tal de confirmar el fet. Si un jugador encistella la reina i al següent llançament no aconsegueix encistellar res, llavors la reina torna al centre del tauler (exactament al cercle central, o tapant-ne la màxima porció que hi hagi disponible en cas que ja hi hagi altres peons tapant-lo parcialment).
En cas que la reina i una peça del jugador entrin alhora (i.e. durant el mateix llançament), la reina es considera coberta (independentment de quina hagi caigut primer al forat).

### Faltes
Hi ha certs esdeveniments que s'han d'intentar evitar i que resultaran en una falta si es produeixen. Les faltes poden ser greus (p. ex. acompanyar amb tot el braç a l'hora de fer el llançament) o lleus (p. ex. entrar el percutor en un forat). Les faltes lleus s'anomenen faltes tècniques.
Cometre una falta de qualsevol tipus sempre implica retornar al centre de la taula tots els peons del teu color (i la reina, si s'escau) que hagis pogut encistellar durant la tirada en què ha succeït la transgressió, així com un altre peó propi extra a mode de penalització. A més, si la falta és greu també implicarà perdre el torn.
En el cas de les faltes tècniques, en canvi, es decidirà si el jugador perd el torn o no de la manera habitual (en funció de si havia encistellat peces pròpies).
En qualsevol dels dos casos, les peces de l'oponent que s'hagin pogut encistellar es mantindran dins les cistelles.
D'altra banda, en cas que una falta greu i una falta tècnica succeeixin a la vegada, les dues penalitzacions s'aplicaran a la vegada (s'extrauran dues peces del jugador que les ha comès).

#### Peces retornades
Quan s'hagin d'extreure peces degut a una penalització, les col·locarà el següent jugador en qualsevol espai disponible de la zona entre el cercle central i el cercle exterior, exceptuant la reina, que es posarà al cercle central tal com s'ha descrit anteriorment. En altres casos en què s'hagin de retornar peces (p. ex. si una peça surt disparada i cau sobre el marc o més enllà) s'hauran de posar al centre tal com es fa amb la vermella. En cas que s'hagin de posar tocant a la vermella o a una altra peça, es posaran lluny del jugador actiu.

#### Faltes pendents
Si en el moment de provocar la penalització el jugador no té cap peó encistellat, l'extracció li quedarà pendent, i s'haurà de realitzar immediatament després de la primera tirada que acabi amb peons disponibles a les cistelles.

#### Faltes amb la reina
- Si un jugador té una penalització pendent, llavors no podrà encistellar la reina (si ho fa, perdrà el torn i la reina tornarà al centre).
- Si un jugador encistella l'última fitxa de qualsevol dels dos colors abans no s'hagi encistellat la reina, el seu oponent puntuarà el tauler com si hagués guanyat ell encistellant la reina.

### Situacions estranyes
Si un peó rodola de cantó o queda aixecat en vertical, se'l deixarà d'aquesta manera. Si dos peons queden encavalcats uns sobre els altres se'ls deixarà també tal com estan.
Si un peó queda sobre el percutor, s'aixecarà el peó per retirar el percutor amb la màxima cura de què sigui possible, i el peó es deixarà al lloc on hauria estat si no hagués tingut el percutor a sota. Si el percutor o la peça cauen al forat durant aquest procés (i.e. el seu centre de gravetat les hauria obligat a caure però l'altra peça ho impedia fins que l'hem apartada), es considerarà que han caigut al forat amb naturalitat i es procedirà conseqüentment.

### Final de tauler i puntuació
Els enfrontaments entre dos jugadors consisteixen habitualment a tres partides consecutives a 25 punts cadascuna (o a 8 taulers com a màxim, si no s'arriba als 25 punts). Cada partida estarà dividida en taulers, que s'acaben quan a un jugador ja no li queda cap peó del seu color sobre el tauler.
Els taulers es puntuen de la manera següent (només fa punts el guanyador):
- 1 punt per cada peó del contrincant que segueixi sobre el tauler
- Si el guanyador és qui ha entrat la reina:
  - 3 punts extra com a màxim, tenint en compte que els punts de partida del 22 al 25 no poden ser guanyats amb la reina.

La puntuació del guanyador així calculada no pot ser mai menys d'un punt (i.e. si el tauler acaba buit i la reina havia estat encistellada pel perdedor del tauler, el guanyador farà llavors 1 punt).

#### Exemple de puntuació
L'Aina té 17 punts i en Biel 13. L'Aina guanya el tauler actual havent deixat 2 peons del Biel sobre la taula i havent entrat ella la reina. Primer puntuarà 2 punts (1 per cada peó sobrant del Biel) arribant a 19. A més, hauria de puntuar 3 punts extra per haver entrat la reina, però només en puntuarà 2 perquè la reina no pot provocar que superi els 21 punts. Així, després d'aquest tauler l'Aina tindrà 21 punts i el Biel 13. En els següents taulers l'Aina ja no podrà fer punts gràcies a la reina, però seguirà intentant entrar-la ella en lloc del Biel, perquè el Biel sí que encara la podria fer els tres punts extra si la fiqués ell.